# Ana Bucik Jogan
Ana Bucik Jogan, slovenska alpska smučarka, * 21. julij 1993, Nova Gorica.

## Športna kariera
Ana tekmuje predvsem v slalomu in veleslalomu. Je članica SK Gorica in tekmuje na smučeh Stöckli.

### Sezonski rezultati
| Sezona | Starost | Skupni seštevek | Slalom | Veleslalom | Superveleslalom | Smuk | Alpska kombinacija |
| ------ | ------- | --------------- | ------ | ---------- | --------------- | ---- | ------------------ |
| 2015   | 21      | 89              | 44     | —          | —               | —    | 23                 |
| 2016   | 22      | 77              | 30     | —          | —               | —    | 47                 |
| 2017   | 23      | 52              | 17     | 50         | —               | —    | 52                 |
| 2018   | 24      | 42              | 22     | 40         | —               | —    | 5                  |
| 2019   | 25      | 87              | 39     | —          | —               | —    | —                  |
| 2020   | 26      | 55              | 30     | 26         | —               | —    | —                  |
| 2021   | 27      | 31              | 13     | 19         | —               | —    | —                  |
| 2022   | 28      | 25              | 6      | 23         | —               | —    | —                  |
| 2023   | 29      | 21              | 8      | 14         | —               | —    | —                  |
| 2024   | 30      | 45              | 32     | 23         | —               | —    | —                  |

## Ekipno zlato med mladinci
Ana Bucik je leta 2012 osvojila zlato medaljo na ekipni tekmi svetovnega mladinskega prvenstva v Roccarasu. Slovenija je takrat slavila pred Italijo in Švico.

## Svetovni pokal
16. januarja 2010 je debitirala v svetovnem pokalu na veleslalomu za Zlato lisico. V desetem nastopu v svetovnem pokalu se ji je prvič uspelo uvrstiti med dobitnike točk, ko je 13. decembra 2014 osvojila 26. mesto na slalomu v Åreju. 5. januarja 2016 je s petnajstim mestom na slalomu v Santi Caterini dosegla prvo uvrstitev med petnajsterico. Le nekaj dni kasneje je dvakrat zmagala v evropskem pokalu, na dveh slalomih v Zinalu v Švici. 8. januarja 2017 se je na slalomu za Zlato lisico prvič uvrstila v deseterico s sedmim mestom. 26. januarja 2018 se je na kombinaciji v Lenzerheideju prvič uvrstila na stopničke s tretjim mestom.

## Tekme pod okriljem FIS
Decembra 2009 in februarja 2010 je nastopila na prvi tekmi v organizaciji FIS. Šlo je za Evropski mladinski olimpijski festival v Szczyrku. Kmalu zatem je nastopila tudi v evropskem pokalu. Svoje prve stopničke v tem tekmovanju je dosegla 26. novembra 2012, ko je bila tretja na slalomski preizkušnji v Vemdalnu. Dobra tri leta kasneje je osvojila prvo zmago, ki jo je naslednji dan dopolnila s še eno uvrstitvijo na najvišjo stopničko zmagovalnega odra. Šlo je za dve zaporedni slalomski preizkušnji, na italijanskem prizorišču Santa Caterina. 26. januarja 2018 je prvič stala tudi na stopničkah za svetovni pokal. Na tekmi v alpski kombinaciji na švicarskem smučišču Lenzerheide je zaostala le za domačinko Wendy Holdener in Italijanko Marto Bassino.